# Квасников, Станислав Александрович
Станислав Александрович Квасников (17 октября 1934 — 7 июня 1982, Москва) — советский хоккеист, защитник, нападающий, тренер. Мастер спорта СССР.

## Биография
Сын футболиста и тренера Александра Квасникова.
Воспитанник московского «Спартака», играл за молодёжную команду московского «Динамо». Выступал за команды «Химик» Воскресенск / Москва (1953/54 — 1958/59), «Крылья Советов» Москва (1959/60), «Динамо» Новосибирск (1960/61), «Химик» Щёлково (1960/61 — 1961/62), «Труд» / «Темп» Загорск (1962/63 — 1963/64).
Старший тренер «Мотора» Ярославль (1964/65).
Утонул 7 июня 1982 года в Москве. Похоронен на 13-м участке Введенского кладбища в Москве.